# Матвіївська волость (Пружанський повіт)
Матвіївська волость — історична адміністративно-територіальна одиниця Пружанського повіту Гродненської губернії Російської імперії (волость). Волосний центр — село Матвієвичі.
Станом на 1885 рік складалася з 8 поселень, 5 сільських громад. Населення — 1 619 осіб, 124 дворові господарства, 6 891 десятин землі (2 093 — орної).

## У складі Польщі
Після анексії Полісся Польщею волость отримала назву ґміна Мацєєвіче Пружанського повіту Поліського воєводства Польської республіки (гміна). Адміністративним центром було село Матвієвичі.
Розпорядженням Міністра Внутрішніх Справ 5 січня 1926 р. ґміну перейменовано на Мєндзилєсє і приєднано населені пункти:
- з ліквідованої ґміни Чернякув — села: Батарея, Великі Лясковичі, Лази, Малі Лясковичі, Малі Ляшковичі, Пішки, Ставки, Яструб, фільварки: І Чернякове, II Чернякове, Ярівка, І  Яструб і II Яструб; колонії: Стави й Іванівка; селища: Борейшове, Красний Бір, Лазки, Ляшковичі; хутір: Буда;
- із гміни Ревятиче — село Мошковичі.

1 квітня 1932 р. розпорядженням Міністра внутрішніх справ Польщіліквідовано ґміну і всю територію приєднано до новоутвореної ґміни Сєхнєвіче